# Dactylie
Ne doit pas être confondu avec dactyle.

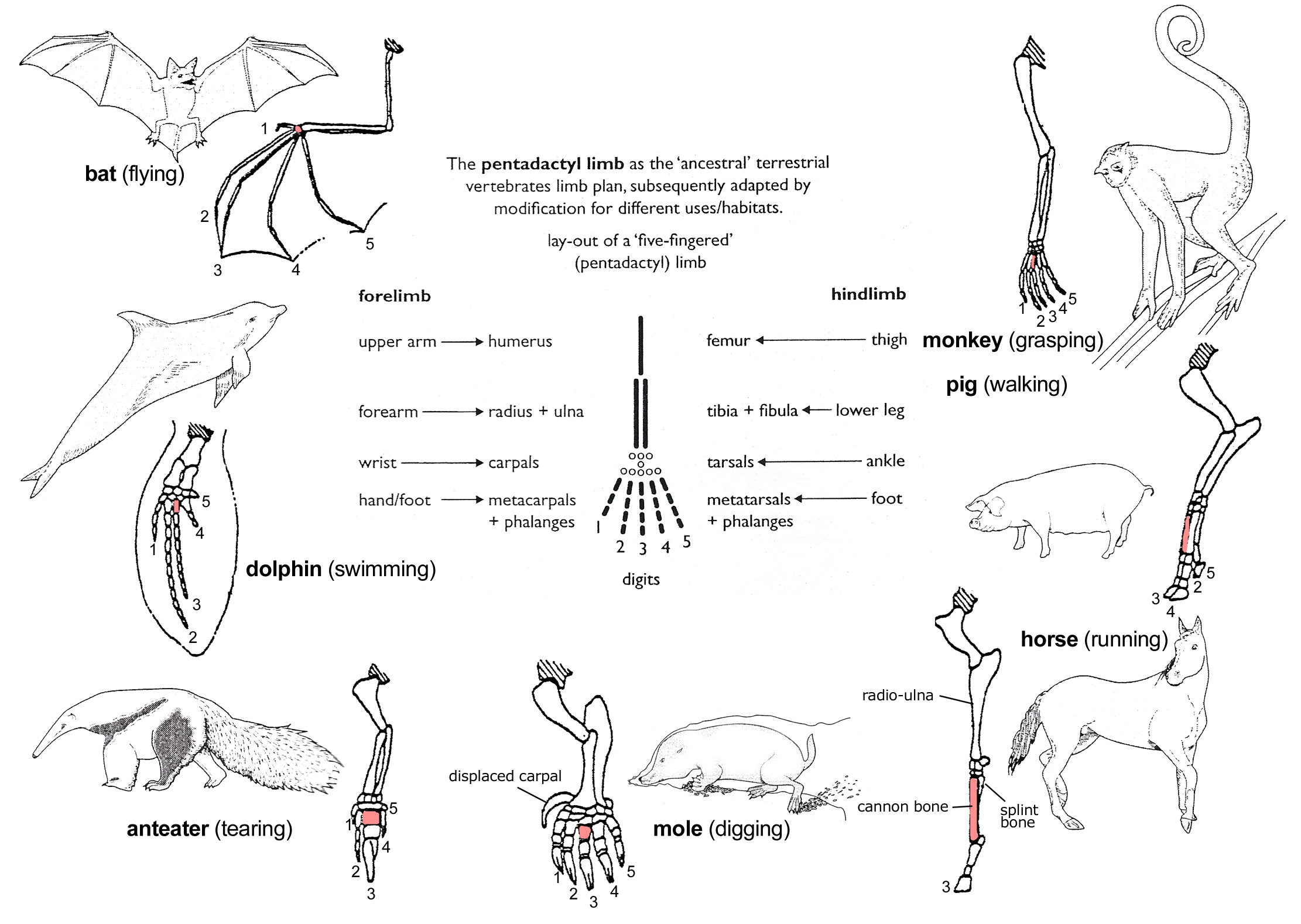
Évolution de la pentadactylie chez les tétrapodes qui ont conquis la terre.

Main de l'homme caractérisée par la pentadactylie et l'opposabilité du pouce.

La dactylie (du grec ancien δάκτυλος dáktulos, « doigt ») désigne le nombre et la disposition des doigts ou orteils aux extrémités des membres des tétrapodes.

## Cas de dactylie chez les tétrapodes
La polydactylie et la pentadactylie (du grec πολύς, polys, « plusieurs, nombreux », et de πέντε, pénte, « cinq ») caractérisent les tétrapodes qui ont respectivement plus de cinq doigts et cinq doigts aux extrémités des membres (animaux polydactyles et pentadactyles). Les membres chiridiens des tétrapodomorphes sont polydactyles. La pentadactylie ne s'est établie que secondairement lors de la terrestrialisation des tétrapodes, avant la divergence vers les amphibiens ancestraux et les tétrapodes amniotes, reptilomorphes. Les amphibiens possèdent cinq doigts à leurs pattes arrière. Les amniotes (oiseaux, reptiles, mammifères) présentent le modèle ancestral de cinq doigts (avec parfois des modifications superposées à cet état initial). L'embryologie montrerait qu'à l'origine cette disposition secondaire est bien acquise à partir d'un membre pentadactyle.

Depuis le Trias (entre 250 et 200 millions d'années), certains Reptiles qui étaient sortis des eaux se sont réadaptés à la vie aquatique de leurs ancêtres tétrapodes. Leurs membres osseux ont évolué en palette natatoire. Ce processus a eu lieu une bonne dizaine de fois au cours de l'évolution. La caractéristique commune de ces tétrapodes secondairement  aquatiques (en) (reptiles, mammifères et oiseaux) est qu'ils ont conservé leurs membres pentadactyles qui se sont transformés en palette natatoire par l'allongement des phalanges ou des doigts (hyperphalangie et hyperdactylie), ou la multiplication de leur nombre (polyphalangie et polydactylie).
La tétradactylie (du grec τετρα, tétra, « quatre ») caractérise les tétrapodes qui ont quatre doigts aux extrémités des membres (animaux tétradactyles). C'est le cas chez de nombreux amphibiens (au niveau de leurs membres antérieurs), oiseaux et dinosaures théropodes. Certains mammifères présentent également une tétradactylie (par exemple chez les artiodactyles tels que les porcins, pécaris ou hippopotames actuels, ou chez les membres postérieurs des chiens et des chats). La tétradactylie chez les dinosaures aviens, notamment chez les fossiles, est parfois masquée : les empreintes peuvent apparaître tridactyles en raison de la disposition anisodactyle (trois orteils à l'avant et hallux inversé).
La tridactylie (du latin tri, « trois ») caractérise les tétrapodes qui ont trois doigts aux extrémités des membres (animaux tridactyles). Elle concerne notamment les Périssodactyles (membres des rhinocéros, alors que les tapirs possèdent trois doigts aux membres postérieurs et quatre aux antérieurs). La trydactylie est rare chez les oiseaux, et se retrouve dans des espèces très différentes comme la mouette tridactyle, le pic tridactyle ou la plupart des ratites (autruche, émeu). 
La bidactylie (du latin bi, « deux ») ou didactylie caractérise les tétrapodes qui ont deux doigts aux extrémités des membres (animaux bi ou didactyles), tels les hypertragulidés ou les Choloepus. Les pieds bidactyles de nombreux artiodactyles (vaches, chèvres, moutons, porcs, cerfs, dromadaires), ont évolué à partir d'un membre pentadactyle, pour se réduire à deux orteils reposant au sol, les deux doigts latéraux (ergots) ayant régressé et étant plus ou moins complets selon les espèces. Cette réduction du nombre des doigts est, avec l'allongement des membres et le relèvement de l'autopode (évolution dans le sens plantigrade → digitigrade → onguligrade), une adaptation à la locomotion terrestre. Les autruches sont également didactyles.
La monodactylie (du grec μόνος, mónos, « seul, unique ») caractérise les tétrapodes qui ont un seul doigt aux extrémités des membres. Cette réduction du nombre de doigts la plus poussée s'observe chez les équidés (chevaux, ânes et zèbres) dont les ancêtres fossiles (genre éteint tel que Phenacodus) ont cinq doigts.
La schizodactylie (du grec σχίζω, schizo, « fendre ») caractérise les membres de la famille des cébidés (singes hurleurs, singes laineux) chez qui l'absence de pouce opposable est compensée par une queue préhensile et une préhension entre les deux premiers doigts de la main.

### Cas particuliers chez les oiseaux

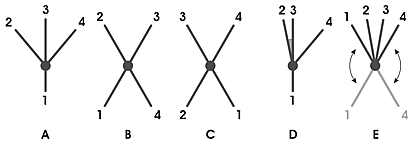
Disposition des doigts des pattes chez les oiseaux :
A - anisodactyle, B - zygodactyle, C - hétérodactyle, D - syndactyle, E - pamprodactyle

La disposition des doigts des pattes est très variable selon les groupes aviens. La disposition anisodactyle ou anisodactylie est la plus commune chez les oiseaux (trois doigts dirigés vers l'avant et l'hallux, lorsqu'il existe, est dirigé vers l'arrière, adaptation au perchage) et se retrouve tel quel chez leurs ancêtres théropodes tétradactyles. C'est le cas de la plupart des oiseaux chanteurs ou percheurs et des rapaces. La disposition zygodactyle ou zygodactylie correspond à une migration du quatrième doigt (l'antéroexterne) avec le pouce en arrière, le deuxième et troisième doigts étant en avant (arrangement caractéristique de la famille des Zygodactylidae, des espèces arboricoles et plus particulièrement celles qui grimpent le long des troncs comme les Picinae, les Sittidae et les Psittaciformes). La disposition hétérodactyle ou hétérodactylie rappelle l'arrangement précédent, mais c'est le deuxième doigt (l'antéro-interne et non l'antéro-externe) qui se jumelle avec le pouce en arrière (configuration qui ne se retrouve que chez les Trogonidae). La disposition syndactyle ou  syndactylie correspond à une fusion partielle du deuxième et troisième doigt, et caractérise une famille d'oiseaux désuète, les Syndactyles. Dans la disposition pamprodactyle ou pamprodactylie, le pouce a tendance à migrer vers l'avant, donnant une configuration de quatre doigts vers l'avant, observée chez les Apodidae.

## Malformations congénitales

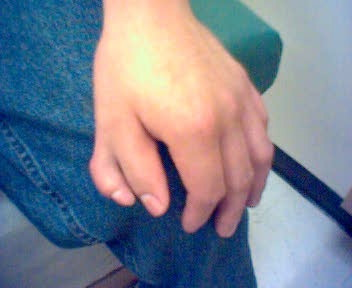
Polydactylie préaxiale au niveau du pouce gauche.

Les vertébrés tétrapodes peuvent être affectés de malformations congénitales des doigts. Ces malformations digitales sont notamment : la polydactylie (présence d'un ou plusieurs doigts supplémentaires), fréquemment accompagnée d'autres malformations (syndactylie — fusion de doigts, ectrodactylie — absence de doigts formant une main ou un pied fourchus) ; l'oligodactylie (absence d'un ou plusieurs doigts) ; l'arachnodactylie (doigts allongés) ; la brachydactylie (doigts raccourcis) ; la camptodactylie (flexion irrégulière d'un ou de plusieurs doigts) ; la clinodactylie (déviation latérale des doigts).